# L'Europe galante

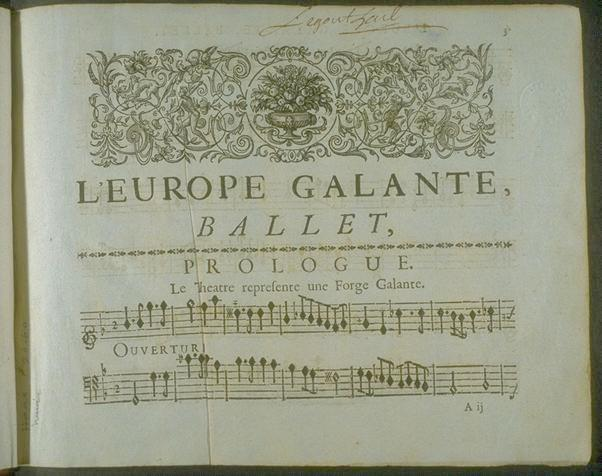
L'Europe galante

L'Europe galante är en operabalett i prolog och fyra scener (entrées) med musik av André Campra och libretto av Antoine Houdar de la Motte.

## Historia
L'Europe galante markerar både librettistens debut och början på en helt ny genre, Opéra-ballet. Den hade premiär den 24 oktober 1697 på Parisoperan under ledning av Marin Marais.
Venus och Missämjan argumenterar över konflikten mellan krig och kärlek gestaltad i kungen (Ludvig XIV av Frankrike). I de fyra entrées karaktäriseras i tur och ordning fyra länder med skildringar som ska visa deras olika uppfattningar om kärlek. Den franska scenen (entrée 1) visar deltagarna som nyckfulla, tanklösa och koketta. Spanjorerna (entrée 2) är trogna och romantiska, italienarna (entrée 3) är svartsjuka och våldsamma. Den sista scenen (entrée 4) porträtterar sultanen av Turkiet som exotisk Venus och Missämjan möts igen och konstaterar att kärleken har triumferat.
Musikaliskt påminner L'Europe galante om Jean-Baptiste Lullys divertissement i de Tragédie en musique som han komponerade med enkla melodier och ensembler med åtskilliga dansare.